# رونه لانجه
رونه لانجه (بالنرويجية البوكمول: Rune Lange)‏ (24 يونيو 1977 بترومسو في النرويج - ) هو لاعب كرة قدم نرويجي في مركز الهجوم. شارك مع منتخب النرويج تحت 20 سنة لكرة القدم ومنتخب النرويج تحت 21 سنة لكرة القدم ومنتخب النرويج لكرة القدم. أما مع النوادي، فقد لعب مع ترومسو إيدريتسلاغ ونادي طرابزون سبور ونادي فوليرينغا ونادي كلوب بروج ونادي هارتلبول يونايتد وTromsdalen UIL ‏ وIF Fløya ‏ وKvik Halden FK ‏.

## وصلات خارجية
- رونه لانجه على موقع IMDb (الإنجليزية)

- رونه لانجه على موقع اتحاد النرويج (النرويجية)
- رونه لانجه على موقع اتحاد تركيا (لاعب) (الإنجليزية)
- رونه لانجه على موقع قاعدة بيانات كرة القدم.إي يو (الإنجليزية)
- رونه لانجه على موقع ناشيونال فوتبول تيمز (الإنجليزية)
- رونه لانجه على موقع Soccerbase.com (لاعب) (الإنجليزية)